# 陈元
陳元（1945年1月—），江苏省青浦县（今上海市青浦區）人，中国共产黨、中华人民共和国政治人物，原副国级领导人。曾任中共北京市西城区委书记、中共北京市委常委、中国人民银行副行长、国家开发银行行长、国家开发银行董事长和全国政协副主席。为国务院前副总理陈云之子。

## 生平

### 早年
陈元幼年随父亲陈云从延安来到中国东北，又辗转到朝鲜。中华人民共和国成立后来到北京，先后在北京第二实验小学、北京四中学习。1964年毕业于北京四中。
1964年至1970年，在清华大学自动控制系学习。毕业后，1970年3月参加工作，成为湖南省新邵县七零三厂工人，不久升任该厂技术员。1972年至1978年，任航天部三院二三九厂研究室技术员。其间，1975年12月加入中国共产党。1978年恢复高考，33岁的陈元成为改革开放后的第一批研究生，1978～1980年在上海机械学院(今上海理工大学)系统工程研究生班学习，1981年毕业于中国社会科学院研究生院经济系企业管理专业，获硕士研究生文凭，曾师从经济学家马洪、于光远等。

### 仕途
1981年至1982年，任中国社会科学院工业经济研究所干部。1982年，调任国家计划委员会综合局工程师。此后，1982年陈元又调任中共北京市西城区委副书记。1983年升任中共北京市西城区委书记。1984年至1988年，担任中共北京市委常委、市委商业外经外贸部部长、北京市体制改革委员会副主任。其间，陈元发起组建北京青年经济工作者协会，制定了北京发展战略研究计划，承担了国家“七五”计划重点科研项目“中国社会主义经济运行”课题。陈元较早认识到金融的重要，其主持的西城区金融区规划成为如今的金融街的蓝图。1987年中國共產黨第十三次全國代表大會實行差額選舉，陳元落選黨代表。
1988年至1998年，任中国人民银行副行长，任内历经李贵鲜、朱镕基、戴相龙三任行长。1989年，兼任中国人民银行党组成员；1995年，升任中国人民银行党组副书记。在中国人民银行任职期间，陈元开创了中国现代化金融支付系统——CNAPS的建设，并促成了中国内地同香港之间的金融合作。
1998年，陈元调任国家开发银行行长、党组书记。同年任国家开发银行行长、党委书记。2008年，改任国家开发银行董事长、党委书记。1998年起，陈元任内通过国家开发银行进行了大规模的开发性金融实践，市值自3811亿元增加到超过6万亿元，不良贷款率从40%下降到连续8年低于1%，使国家开发银行超越了世界银行成为全球最大的开发性金融机构。
陈元任内也积极参与地方城市基础设施建设，1998年与芜湖市建设投资公司签订了10亿元的贷款协议，用于该市六大基建项目，芜湖市财政部门负责贷款担保和还款来源。这一合作方式后来被称为“芜湖模式”，成为中国城镇化建设的主要融资形式，也被部分人士批评为未能把控项目质量、债务过度激进扩张等。
2013年3月，陈元在全国政协十二届一次会议上当选全国政协副主席，成为党和国家领导人。4月，部分媒体称陈元将代表中国参与筹建金砖开发银行。但最终陈元未能出任金砖开发银行任何职务，官媒澎湃新闻称落选行长的一个原因可能是中国政府在筹建中未占据主导权，但一部分外媒将此解读为陈元向重庆批准了过多的贷款，从而同落马的薄熙来牵涉过深。
2018年3月，73岁的陈元在全国政协十三届一次会议后卸任全国政协副主席退休。
他是中共第十六届、十七届中央候补委员。

## 其他
2013年清明节期间，乌有之乡站长范景刚曾看到陈元送给薄一波敬献的花篮，上写“薄一波同志永垂不朽!”，落款注明“国家开发银行陈元”。
同年4月11日，陈元在《人民日报》上发表文章称江泽民反腐有功，自由亚洲电台特约评论员称，江泽民给陈元安排一个全国政协副主席的职务是陈元对江泽民感恩戴德的理由，而江泽民出任中共总书记是陈云向邓小平力荐的结果。

## 家庭
- 第一任妻子孙王黎（？－1980）：出身普通知识分子家庭，與陳元同為清華大學同學；1972年結婚，1974年育有1子陳堅（陳小欣，Charles）；孫王黎1980年不幸罹患癌症病逝；
  - 長子陳小欣（1974年－）：美國麻省康科德私立中學(Concord Academy)畢業後，進入康乃爾大學，隨後1993年進入斯坦福大學獲得MBA學位。他在香港花旗工作，然後進入私募股權公司“盤實基金”（ABAX）工作。
- 第二任妻子（？－）：上海出生，畢業於醫學院，職業醫生；育有1女（陳曉丹）；
  - 女兒陳曉丹Sabrina（1985年5月12日－）：2003年畢業於美國麻省私立泰伯高中(Tabor Academy)；2007年畢業於北卡杜克大學經濟系，2007年本科畢業後任职于摩根士坦利纽约总部（Morgan Stanley），担任金融分析师。2010年就讀美國哈佛大學商學院MBA，2012年畢業。2010年在哈佛留學期間，陳曉丹曾與薄瓜瓜拍拖。2010年夏天薄瓜瓜和陳曉丹兩人甜蜜同游西藏的一組照片在Twitter及微博上被大量傳閱。2012年陳曉丹與薄瓜瓜分手。陳曉丹2012年就職於倫敦私募基金公司帕米拉咨詢公司香港分公司。

## 著作
- 《陈元集——运行·调控·发展》
- 《香港金融体制与1997》
- 《美国银行监管》
- 《中央银行职能》
- 《政府与市场之间：开发性金融的中国探索》[1]